# HD 221287
HD 221287は、きょしちょう座の方角に約180光年の距離にあるF型主系列星である。視等級は7.82で、絶対等級は4.20である。HIP 116084とも呼ばれている。
| 太陽 | HD 221287 |
| ---- | --------- |
| 太陽 | Exoplanet |

## 惑星系
2007年3月5日、ヨーロッパ南天天文台、ジュネーヴ大学天文台を中心とする太陽系外惑星捜索グループは、ラ・シヤ天文台の3.6m望遠鏡と高分散分光装置HARPSを用いて、HD 221287 bを含むいくつかの太陽系外惑星を発見した。HAPRSの観測による視線速度の時間変化の分析から、HD 221287 bは下限質量が3.09木星質量の木星型惑星とされている。この惑星は、離心率の小さいほぼ円形の、HD 221287から1.25 au離れた軌道を公転している。
軌道の安定性の解析により、HD 221287 bの軌道上60°前か後ろのラグランジュ点（L4またはL5）には、地球程度の大きさの惑星が、長期間安定して存在できることがわかった。
| 名称 （恒星に近い順） | 質量            | 軌道長半径 （天文単位） | 公転周期 (日)   | 軌道離心率       | 軌道傾斜角 | 半径 |
| --------------------- | --------------- | ----------------------- | --------------- | ---------------- | ---------- | ---- |
| b                     | >3.09 ± 0.79 MJ | 1.25 ± 0.04             | 456.1 +7.7 −5.8 | 0.08 +0.17 −0.05 | —          | —    |

## 名称
2019年、世界中の全ての国または地域に1つの系外惑星系を命名する機会を提供する「IAU100 Name ExoWorldsプロジェクト」において、HD 221287系はクック諸島に割り当てられる惑星系となった。このプロジェクトは、「国際天文学連合100周年事業」の一環として計画されたイベントの1つで、クック諸島国内での選考、国際天文学連合 (IAU) への提案を経て太陽系外惑星とその主星に固有名が承認されるものであった。2019年12月17日、IAUから最終結果が公表され、HD 221287はPoerava、HD 221287 bはPipiteaと命名された。これらはクック諸島のマオリ語で真珠に関連する言葉に由来しており、Poeravaは完全に美しく完璧な、大きく神秘的な黒真珠を意味する言葉に、Pipiteaは、クック諸島北部にあるペンリン環礁に見られる小さく白い金の真珠を意味する言葉に、それぞれちなんで名付けられた。